# 누시마촌
누시마촌(沼島村)은 효고현 미하라군에 설치되었던 촌이다. 현재의 미나미아와지시에 해당한다.